# Исследование диалектов английского языка (1950—1961)
Исследование диалектов английского языка 1950—1961 гг. (англ. the Survey of English Dialects) — научный проект под руководством профессора факультета английского языка Университета Лидса Гарольда Ортона. Целью было собрать максимум региональных особенностей английского языка в Англии и Уэльсе, пока диалектные различия не растворились, ведь в послевоенный период в связи с ростом социальной мобильности и активным распространением средств массовой информации прогнозировалась унификация языка. Идея проведения исследования возникла у профессоров Г. Ортона и Е. Дит (Цюрихский университет) в целях создания лингвистического атласа Англии. Список вопросов был составлен между 1947 и 1952 годами.

## Методология
Для исследования были отобраны 313 населенных пунктов в Англии, на острове Мэн и в некоторых регионах Уэльса, которые были расположены близко к английской границе. Приоритет был отдан сельским районам с исторически стабильным населением. При выборе говорящих главными критериями были: мужской пол, пожилой возраст и главный вид деятельности - сельское хозяйство. Один опрашиваемый жаловался, что проводя полевые исследования, ему приходилось надевать старую одежду, чтобы завоевать доверие старшей части опрашиваемых.

## Публикации материалов
Начиная с 1962 года, было собрано 404000 диалектизмов, которые были опубликованы в тринадцати томах «основного материала». Процесс занял много лет по причине множества возникших при обработке результатов трудностей.. Основной материал был написан с использованием специализированных фонетических сокращений, непонятных для широкой общественности. В 1975 году свет увидела книга по теме, написанная доступным языком - "Лингвогеография Англии" (A Word Geography of England). Вскоре после этого, в марте 1975 г., умер Г. Ортон.
"Лингвистический атлас Англии" (The Linguistic Atlas of England) был опубликован в 1978 году под редакцией Г. Ортона, Д. Видовсона и К. Аптона. В нем приведены более 400 карт: 249 фонетических, 65 лексических, 83 морфологические и 9 синтаксических. Позже, на основе материалов опроса были изданы еще две работы. В 1993 - "Исследования английских диалектов: Словарь и грамматика" (Survey of English Dialect: the Dictionary and Grammar), а в 1996 - "Атлас английских диалектов" (An Atlas of English Dialects).

## Архивные документы
Большое количество «второстепенного материала» исследования не было опубликовано. Эти материалы хранятся в Лидском архиве местной культуры Школы английского языка Университета Лидса.